# クリスタベル (小惑星)
クリスタベル (2695 Christabel) は小惑星帯に位置する小惑星である。1979年にエドワード・ボーエルが発見した。
サミュエル・テイラー・コールリッジの詩『クリスタベル姫』から名付けられた。